# Tulechov

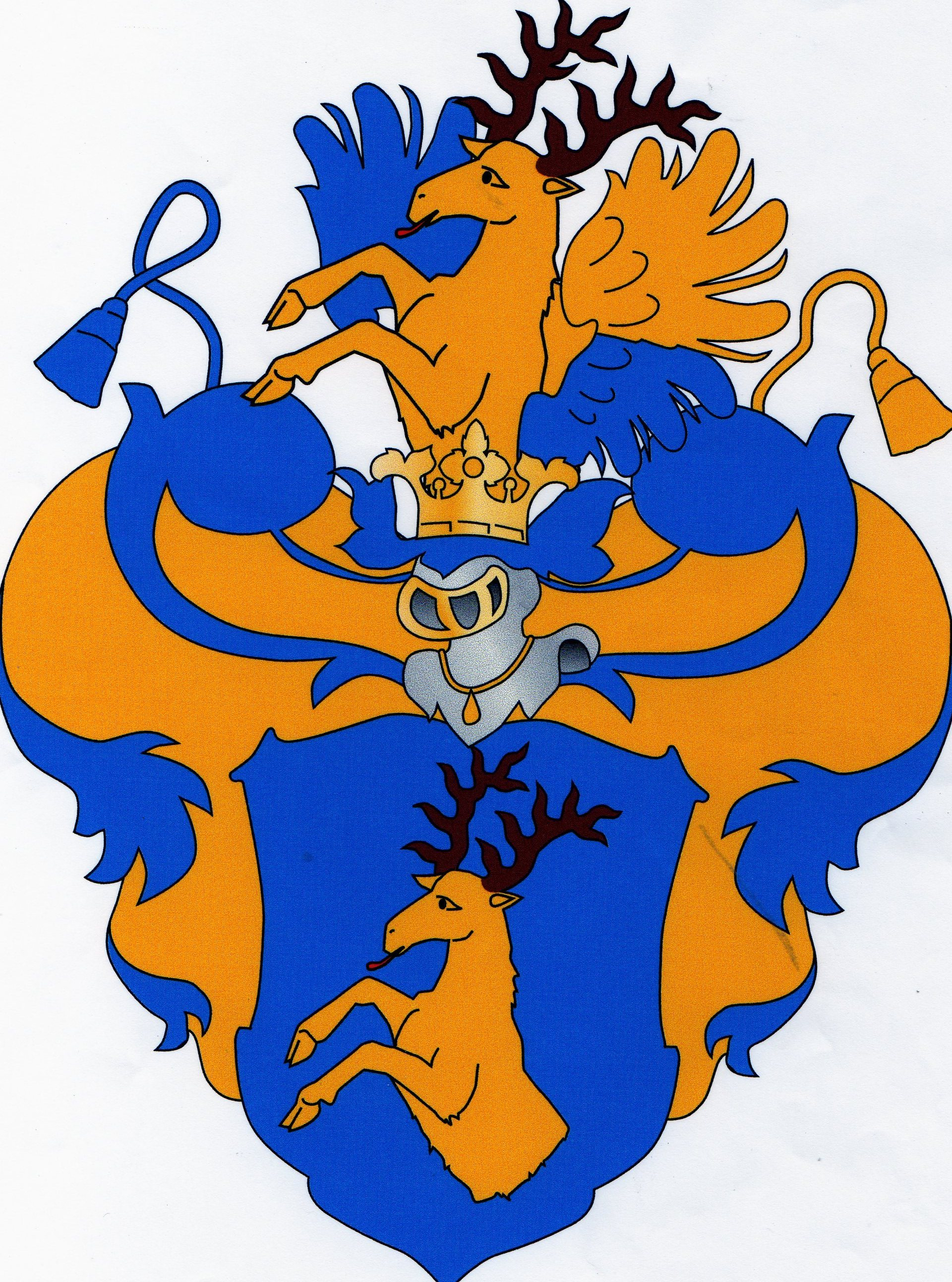

Die Herren von Tulechov (auch Tulechow, Tulechau; tschechisch z Tulechova) waren ein böhmisches Adelsgeschlecht.
Der Name Tulechow wurde im Jahre 1394 erstmals urkundlich erwähnt, als das böhmische Dorf „Tulchowen“, das später als Tunkau bzw. Tunkov bezeichnet wurde, dem Zisterzienserkloster Waldsassen gehörte. 1497 wurden die Tulechov in den Vladikestand aufgenommen. Mitglieder der Adelsfamilie Tulechov nahmen seit dem 16. Jahrhundert bedeutende königlich böhmische Landesämter ein.
Im 17. Jahrhundert teilte sich das Geschlecht in zwei Familienzweige, deren Zusammenhalt jedoch wegen der nachfolgenden politischen Ereignisse auseinanderbrach.

## Bekannte Namensträger der böhmischen Linie
- Jakob Codicillus de Tulechow, († 24. September 1576) bekannt als Dekan der Philosophischen Fakultät, Miniaturmaler, Professor für Arzneikunde an der Karls-Universität.
- Petrus Codicillus von Tulechov (Petr Kodicill z Tulechova, * 22. Februar 1533, † 26. Oktober 1589), Rektor der Karls-Universität Prag. Verfasser zahlreicher prosaischer Schriften in tschechischer und lateinischer Sprache. Libellus synonymorum Latinorum (Knížka latinských synonym, 1573), Grammatica Latina (Latinská gramatika, 1594) und Ordo studiorum (Studijní řád, 1586)
- Matthäus Codicillus von Tulechov († 15. September 1589), Kanzler der Prager Altstadt.

## Bekannte Namensträger der mährischen Linie
- Steidl von Tulichau (Steidl z Tulechova). (Taf. 107) wurde erstmals als Iglauer Patriziergeschlecht im 16. Jahrhundert erwähnt. Das Geschlecht besaß im Dorfe Ranzern ein Stadtgut, den sogenannten „Steidelhof“, der gegen Ende des 17. Jahrhunderts an die Stadt Iglau zurückfiel.
- Wenzel Philips Steidl von Tulechow (* 29. April 1764 – 21. April 1828), Stadtrichter zu Netschetin.
- Franz Xaver Steidl Wladik z Tulechowa, Ordensritter der Eisernen Krone k. k. Landgerichtspräsident zu Troppau (1854).